# Arthur și Minimoys
Arthur și Minimoys (din franceză Arthur et les Minimoys, în engleză Arthur and the Invisibles) este un film din 2006 cu actori și de animație bazat pe două cărți pentru copii (Arthur et les minimoys - 2002 și Arthur et la cité interdite - 2003) scrise de Luc Besson, care a și regizat filmul.

## Povestea
În 1960, Arthur, un copil de 10 ani, locuiește cu bunica lui într-o casă liniștită de la țară. Bunicul său, Archibald, a dispărut recent într-o misiune și Arthur se simte singur fără părinții lui care sunt plecați la muncă la oraș și nu-l pot vizita nici de ziua lui de naștere. Bunica lui îi citește povești despre peripețiile bunicului prin Africa, despre tribul Bogo Matassalai (asemănător tribului Maasai), un trib de oameni înalți care trăiește în simbioză cu un alt trib, numit Minimoys, care sunt foarte foarte mici. Minimoys sunt de fapt elfi. După ce bunicul său, potrivit poveștii bunicii, a salvat tribul Bogo Matassalai, acesta și tribul Minimoys i-au dăruit multe rubine drept mulțumire. Când s-a întors acasă, Archibald a luat cu el tribul Minimoys pe care l-a așezat în grădina sa. El a dat înapoi rubinele celor din Minimoys pentru a i le da înapoi când o avea nevoie de ele. Arthur se îndrăgostește de o imagine cu Selenia, prințesa celor din Minimoys.
Bunica lui Arthur primește un preaviz de 2 zile la sfârșitul cărora dacă bunicul Archibald nu semnează actele unui împrumut la bancă vor fi dați afară din casă. Cum Archibald este dispărut, nepotul încearcă să caute rubinele pentru a salva problema. După mai multe căutări, Arthur găsește cheia către lumea Minimoys, și, după ce o adoarme din greșeală pe bunica sa, punându-i pilule de somn în apa sa, el se întâlnește în grădină cu membrii ai tribului Bogo Matassala. Aceștia îl ajută să intre în lumea Minimoys printr-un telescop, fiind și el micșorat. Prin urmare Arthur devine un Minimoy. Transformarea aceasta îl face să aibă un cap mare cu urechi ascuțite și lungi ca de elf.
Când Arthur ajunge sub pământ la tribul Minimoys, el află de un pericol ce amenință viitorul acestui popor: planurile lui Maltazard de a cuceri Minimoys provocând inundații în orașul lor. Maltazard este conducătorul unei armate de călăreți de țânțari numiți Seides, care locuiesc în apropiere, în Necropolis. Despre Maltazard se spune ca a fost un erou de război Minimoy corupt de către un seducător gândac Curculionoidea, de la care are un fiu numit Darkos. Malthazar a devenit un dictator militar cunoscut sub numele de Răul M, care îl ține prizonier pe Archibald căruia i-a luat rubinele.

## Personaje
- Arthur: interpretat de Freddie Highmore, este eroul principal. Arthur este un băiețel de 10 ani care se va transforma într-un Minimoys pentru a-l salva pe bunicul său și rubinele sale necesare păstrării locuinței bunicilor. În versiunea germană a fost dublat de Bill Kaulitz, cântărețul trupei Tokio Hotel
- Prințesa Selenia:  interpretată de Madonna, are 1000 de ani (10 ani umani) și este fiica regelui Minimoys. În versiunea franceză este dublată de Mylène Farmer, iar în cea germană de Nena.
- Prințul Betameche: interpretat de Jimmy Fallon, este fratele Seleniei, el are 300 de ani, adică foarte tânăr în lumea Minimoy.
- Împăratul Maltazard: interpretat de David Bowie.
- Bunica: Mia Farrow.
- Bunicul Archibald: Ron Crawford.
- Prințul Darkos: Jason Bateman. Este fiul lui Maltazard.
- Regele: Robert De Niro (voce). Este tatăl lui Betameche și Selenia. Este regele tribului Minimoys.